# Estádio San Nicola
O Estádio São Nicolau (Stadio San Nicola em italiano) é um estádio multiúso localizado em Bari, na Itália. É a casa do time de futebol AS Bari.
Projetado pelo arquiteto italiano Renzo Piano e inaugurado em 1987, tem capacidade para 58.270 torcedores. Recebeu o apelido de Astronave, pela forma arquitetônica moderna. A Arquibancada superior é dividida em 26 seções independentes, com um espaço vazio entre elas, podendo isolar partes do estádio facilmente.
Recebeu cinco jogos da Copa do Mundo de 1990, entre elas, a decisão pelo 3º lugar entre Itália e Inglaterra. Também recebeu a decisão da Liga dos Campeões da UEFA entre Estrela Vermelha (Sérvia) e o Olympique de Marselha (França), com vitória sérvia.
É considerado um estádio 4 Estrelas pela UEFA.

## Principais Partidas

### Copa do Mundo de 1990
| Data        | Fase              | 1ª seleção      | Placar | 2ª seleção      | Público |
| ----------- | ----------------- | --------------- | ------ | --------------- | ------- |
| 9 de junho  | 1ª Fase - Grupo B | União Soviética | 0 – 2  | Romênia         | 42,097  |
| 14 de junho | 1ª Fase - Grupo B | Camarões        | 2 – 1  | Romênia         | 38,687  |
| 18 de junho | 1ª Fase - Grupo B | Camarões        | 0 – 4  | União Soviética | 37,307  |
| 23 de junho | Oitavas-de-Final  | Tchecoslováquia | 4 – 1  | Costa Rica      | 47,673  |
| 7 de julho  | 3º lugar          | Itália          | 2 – 1  | Inglaterra      | 51,426  |

### Final da Liga dos Campeões da UEFA
| Data               | Edição  | 1ª seleção       | Placar                                | 2ª seleção             | Público |
| ------------------ | ------- | ---------------- | ------------------------------------- | ---------------------- | ------- |
| 29 de maio de 1991 | 1990-91 | Estrela Vermelha | (5 - 3) Pênaltis 0 - 0 (Tempo Normal) | Olympique de Marseille | 56,000  |